# Kolbeinsey
Kolbeinsey er en lille ø eller klippe af basalt, der i 2001 havde et areal på 90 m² beliggende 105 km nord for Island og 74 km nordvest for øen Grímsey. Øen er Islands nordligste punkt. Den er udsat for erosion fra havet og var forventet at forsvinde i havet omkring 2020 i henhold til estimater baseret på tidligere erosion.
Den opstod ved et underjordisk vulkanudbrud ligesom det, der dannede Surtsey. Oprindeligt var øen en meget større ø med en skjoldvulkan.
Kolbeinsey er nævnt i den islandske saga. Da øen blev målt første gang i 1616, var den 700 m lang (nord–syd) og 100 m bred (øst–vest). I 1903 var den allerede halveret i størrelse, og i august 1985 blev dens størrelse opgivet til 39 m på tværs. Øens højeste punkt er 8 m.
I 1989 byggede man helikopterlandingsplads af beton for at forhindre yderligere erosion. I marts 2006 styrtede store dele af øen i havet, og siden har der ikke været landingsplads på øen. Da øen giver Island et ca. 9.400 km² større fisketerritorium end landet ellers ville have haft, lægges der løbende planer for, hvordan øen kan bevares.